# Hans Georg Dehmelt
Hans Georg Dehmelt (9. září 1922 – 7. března 2017) byl americký fyzik narozený v Německu, který s Wolfgangem Paulem vyvinul metodu iontových pastí. Za to dostali Nobelovu cenu za fyziku za rok 1989 spolu s Normanem Ramseyem.

## Biografie
V deseti letech začal studovat na Berlinisches Gymnasium zum Grauen Kloster, latinské škole v Berlíně, kam se dostal na stipendium. Po tom, co v roce 1940 maturoval, dobrovolně nastoupil do německé armády, která mu roku 1943 nařídila studovat fyziku na Vratislavské univerzitě. Po roce studia se vrátil do armády a byl zajat při bitvě v Ardenách.
Po propuštění z amerického válečného kempu v roce 1946 začal opět studovat fyziku, tentokrát na univerzitě v Göttingenu. Magisterský titul získal roku 1948 a Ph.D. roku 1950. V roce 1952 odjel do Spojených států studovat na Duke University.
Od roku 1955 pracoval na University of Washington v Seattlu (Washington). Tam také provedl výzkum iontových pastí a zůstal tam až do svého odchodu do důchodu v říjnu 2002.
V roce 1979 vedl skupinu, které se poprvé podařilo vyfotit jediný atom.